# ヴォルフ・ハリントン彗星
ヴォルフ・ハリントン彗星(英語: 43P/Wolf-Harrington)は、1924年12月22日にハイデルベルクでマックス・ヴォルフが発見した太陽系の周期彗星である。発見からわずか2ヶ月後の1925年2月14日の観測を最後に姿を消したために軌道を確定できず、さらに1936年に木星に接近したために軌道が不確定になり、長い間行方不明となっていた。1951年10月4日にパロマー天文台のRobert G. Harrington（英語版）により発見された彗星が、論争の末にヴォルフの発見した彗星と同定された。
1997年の接近では、視等級は12に達した。
2016年8月19日の近日点通過は6.13年ぶり（1951年の再発見以降全てほぼ同じ）だったが、2019年3月6日に木星に0.0653 auまで接近して軌道が変化し、次の近日点通過は8.96年ぶりの2025年8月4日と計算されている。公転周期で言えば、2016年回帰時には6.14年だったのが、2025年回帰時には9.02年に延びている。
核の直径は3.6kmと推定されている。